# Heterochone aleutiana
Heterochone aleutiana är en svampdjursart som först beskrevs av Okada 1932.  Heterochone aleutiana ingår i släktet Heterochone och familjen Aphrocallistidae. Inga underarter finns listade i Catalogue of Life.